# Ferdinand Zirkel
Ferdinand Zirkel (ur. 20 maja 1838 w Bonn, zm. 12 czerwca 1912 tamże) – niemiecki petrograf i geolog.

## Życiorys
Studia ukończył uzyskując w 1861 doktorat na Uniwersytecie w Bonn. W latach 1863–1868 był profesorem mineralogii na Uniwersytecie we Lwowie, 1868-1870 profesorem uniwersytetu w Kilonii, a 1870-1909 uniwersytetu w Lipsku. Zajmował się głównie skałami magmowymi. Był pionierem petrografii mikroskopowej - prowadził badania nad skałami i minerałami, oglądając ich fragmenty pod mikroskopem i notując ich optyczne cechy charakterystyczne. W 1863 opublikował pracę Mikroskopische Gesteinstudien - jeden z pierwszych podręczników petrografii oparty na badaniach skał za pomocą mikroskopu polaryzacyjnego, a w 1866 pracę Lehrbuch der Petrographie. W 1868 odwiedził Wyspy Brytyjskie i poznał Henry'ego Sorby, od którego poznał nową technikę petrografii mikroskopowej opisaną przez siebie w publikacji Untersuchungen über die mikroskopische Zusammensetzung und Struktur der Basaltgesteine  z 1870. Wyniki swoich nowych badań nad skałami opublikował w 1873 w Mikroskopische Beschaffenheit der Mineralien und Gesteine. W 1904 otrzymał Order Maksymiliana.